# Liga Nacional de Basketball
A Liga Nacional de Basquete (LNB) é o maior torneio de basquete de clubes do Peru. O torneio é organizado pela Federação Peruana de Basquete (FDPB) e o campeão se classifica para a Liga Sul-Americana de Clubes.2

## Sistema
A liga é composta de quatro etapas: quatro grupos de quatro equipes, cada um chamado Series, dois grupos de quatro equipes, cada um chamado Super 8, as semifinais são disputadas em um home run e, finalmente, a final é realizada através de um Play Off. A liga nacional é composta por 16 equipes.

## Temporadas

### 2011
As oito equipes participantes foram divididas em dois grupos. 

| - | Equipe | Cidade | - | Série A | Série A | - | Exército Peruano | Lima | - | Universidade César Vallejo | Trujillo | - | Universidad Mayor de San Marcos | Lima | - | Froebel Sports Club | Ayacucho | - | Série B | Série B | - | Country Club El Bosque | Lima | - | Juventus Club | Chiclayo | - | Força Aérea | Lima | - | LBC | San Juan de Lurigancho | - |

### 2012
| - | Equipe | Cidade | - | Clube EOFAP | Lima | - | Club de Regatas Lima | Lima | - | Country Club El Bosque | Lima | - | ÁSIA-Clube Imaculado | Lima | - | Faraday Club | Arequipa | - | Juventus Club | Chiclayo | - | Clube César Vallejo | Trujillo | - | Clube Interceca | Cajamarca | - |

## Títulos

### Títulos por ano
| - | Temporada | Campeão | Vice-campeão | - | 2012 | Club El Bosque | Real Club | - | 2013 | Real Club | Club Regatas Lima - Liga de basquete de Lima 1. 2. 3. 4. 5. - perubasket.com |